# Chāh Mazār-e Soflá
Chāh Mazār-e Soflá (persiska: چاه مزار سفلی, Chāh Mazār-e Pā’īn) är en ort i Iran.   Den ligger i provinsen Khorasan, i den nordöstra delen av landet, 800 km öster om huvudstaden Teheran. Chāh Mazār-e Soflá ligger 1 374 meter över havet och antalet invånare är 300.
Terrängen runt Chāh Mazār-e Soflá är kuperad åt nordost, men åt sydväst är den platt. Runt Chāh Mazār-e Soflá är det ganska tätbefolkat, med 185 invånare per kvadratkilometer. Närmaste större samhälle är Almejūq-e Soflá, 18,3 km söder om Chāh Mazār-e Soflá. Omgivningarna runt Chāh Mazār-e Soflá är i huvudsak ett öppet busklandskap.